# Эскасусское соглашение
Региональное соглашение о доступе к информации, участии общественности и правосудии по вопросам окружающей среды в Латинской Америке и Карибском бассейне, более известно как Эскасусское соглашение (Соглашение Эскасу) (исп. Acuerdo de Escazú) — это международный договор, подписанный 24 странами Латинской Америки и Карибского бассейна. Соглашение касается прав доступа к информации об окружающей среде, участия общественности в принятии экологических решений, экологической справедливости и права на здоровую окружающую среду для нынешнего и будущих поколений. Соглашение разработано для 33 стран Латинской Америки и Карибского бассейна. Из 24 подписавших стран соглашение ратифицировало всего двенадцать: Антигуа и Барбуда, Аргентина, Боливия, Эквадор, Гайана, Мексика, Никарагуа, Панама, Сент-Винсент и Гренадины, Сент-Китс и Невис, Сент-Люсия и Уругвай.

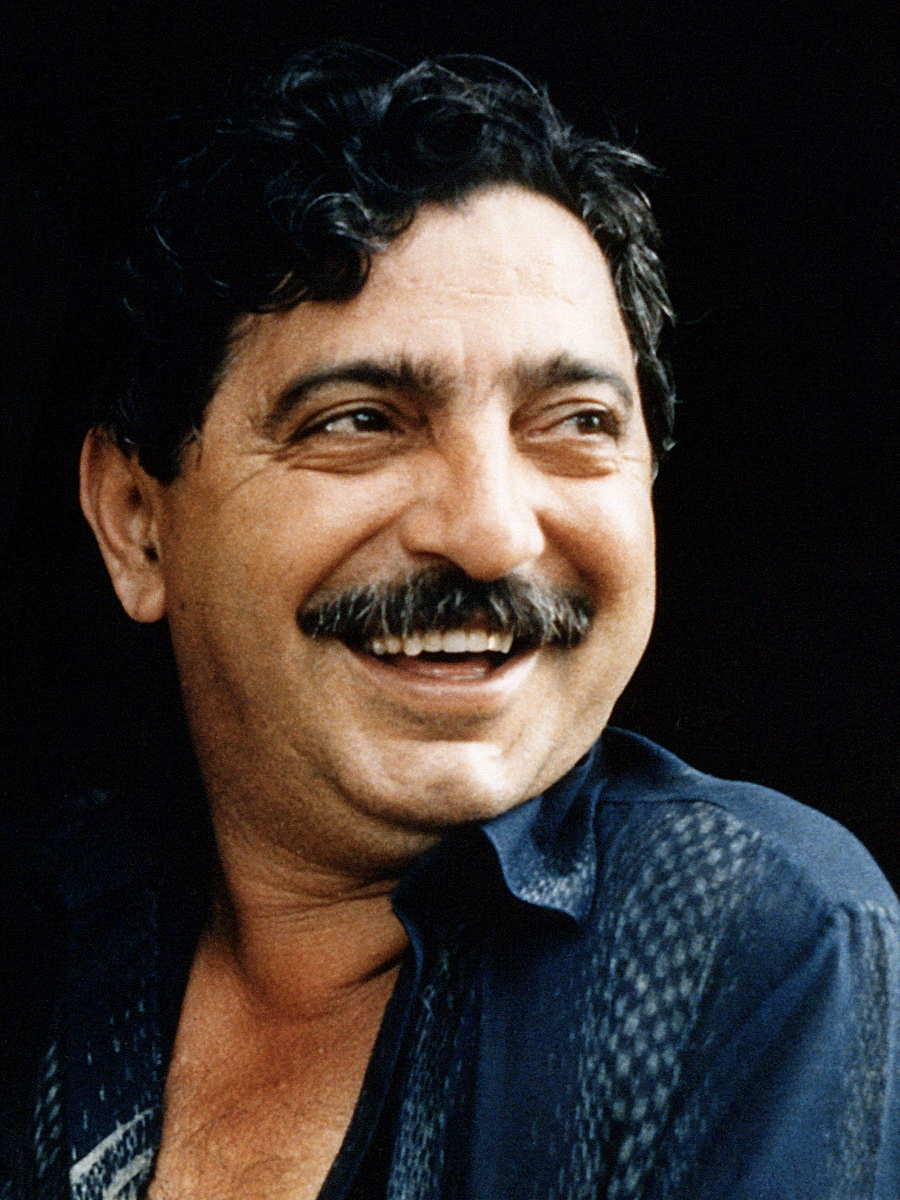
Экоактивист Чико Мендес в своём доме до убийства из-за своей деятельности (1988 год)

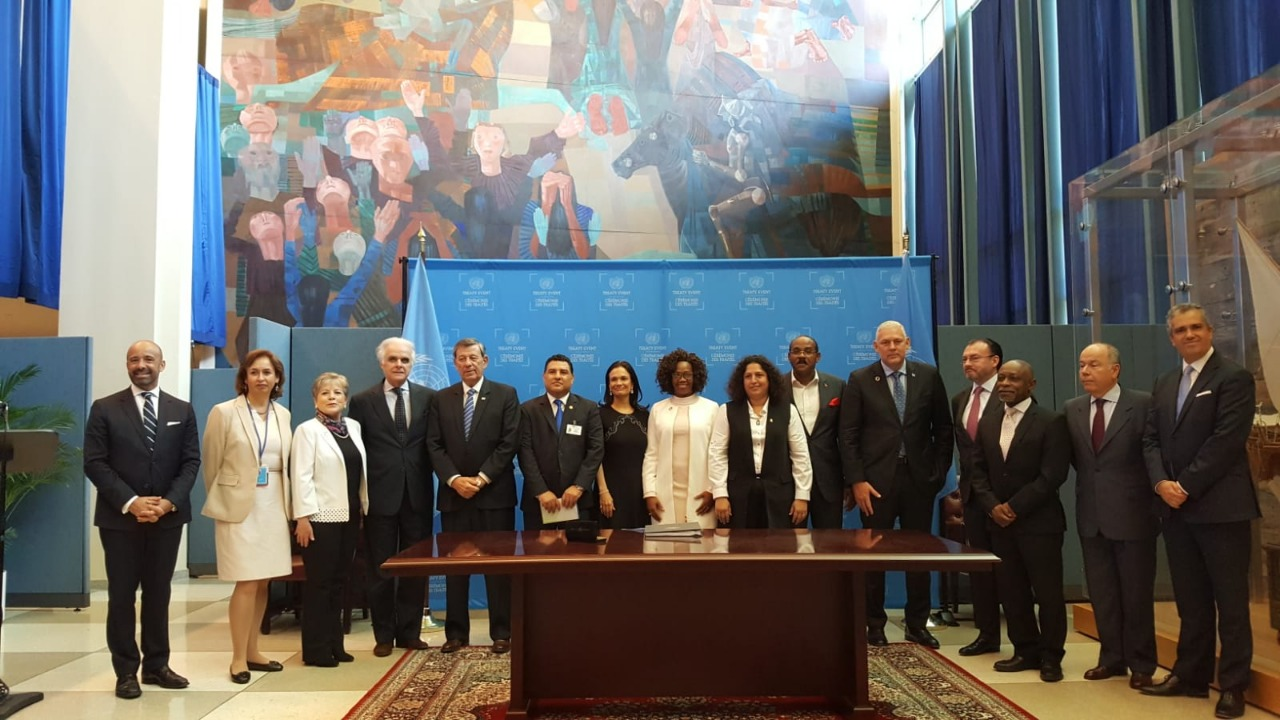
Подписание Эскасусского соглашения в рамках Генеральной Ассамблеи ООН (27 сентября 2018 года)

Соглашение о разработки Эскасусского соглашения было достигнуто в 2012 году на Конференции Организации Объединённых Наций по устойчивому развитию и является единственным обязательным договором, принятым по итогам этой конференции. Соглашение разрабатывалось в период с 2015 по 2018 год и принято 4 марта 2018 года в Эскасу (Коста-Рика). 27 сентября 2018 года соглашение было подписано и оставалось открытым для подписания до 26 сентября 2020 года. Соглашение, считается вступившем в силу после ратификации его одиннадцатым государством, что было достигнуто 22 января 2021 года с присоединением Мексики и Аргентины. Соглашение вступило в силу 22 апреля 2021 года.
Эскасусское соглашение является первым международным договором в Латинской Америке и Карибском бассейне, касающимся окружающей среды, и первым в мире, включающим положения о правах защитников окружающей среды. Соглашение укрепляет связи между правами человека и защитой окружающей среды, налагая на государств-членов обязательства по защите активистов окружающей среды. Он направлен на обеспечение полного доступа общественности к экологической информации, принятию экологических решений, а также к правовой защите по экологическим вопросам. Он также признает право нынешнего и будущих поколений на здоровую окружающую среду и устойчивое развитие.

## Список стран
| Страны                   | Дата подписания  | Дата ратификации |
| ------------------------ | ---------------- | ---------------- |
| Антигуа и Барбуда        | 27 сентября 2018 | 4 марта 2020     |
| Аргентина                | 27 сентября 2018 | 22 января 2021   |
| Белиз                    | 24 сентября 2020 |                  |
| Боливия                  | 2 ноября 2018    | 26 сентября 2019 |
| Бразилия                 | 27 сентября 2018 |                  |
| Колумбия                 | 11 декабря 2019  |                  |
| Коста-Рика               | 27 сентября 2018 |                  |
| Доминика                 | 26 сентября 2020 |                  |
| Эквадор                  | 27 сентября 2018 | 21 мая 2020      |
| Гренада                  | 26 сентября 2019 |                  |
| Гватемала                | 27 сентября 2018 |                  |
| Гайана                   | 27 сентября 2018 | 18 апреля 2019   |
| Гаити                    | 27 сентября 2018 |                  |
| Ямайка                   | 26 сентября 2019 |                  |
| Мексика                  | 27 сентября 2018 | 22 января 2021   |
| Никарагуа                | 27 сентября 2019 | 9 марта 2020     |
| Панама                   | 27 сентября 2018 | 10 марта 2020    |
| Парагвай                 | 28 сентября 2018 |                  |
| Перу                     | 27 сентября 2018 |                  |
| Доминиканская Республика | 27 сентября 2018 |                  |
| Сент-Винсент и Гренадины | 12 июля 2019     | 26 сентября 2019 |
| Сент-Китс и Невис        | 26 сентября 2019 | 26 сентября 2019 |
| Сент-Люсия               | 27 сентября 2018 | 1 декабря 2020   |
| Уругвай                  | 27 сентября 2018 | 26 сентября 2019 |

### Задержки с ратификацией
Несколько экспертов выразили сомнения в том, что Бразилия ратифицирует договор при Жаире Болсонару, правительство которого не поддерживает природоохранные или правозащитные механизмы. Точно такие же есть опасения, что Колумбия не ратифицировала договор, тем более, что она входит в число стран региона с наибольшим количеством смертей защитников окружающей среды.